# عبدالوردک
عبدالوردک (زادهٔ ۱ ژانویهٔ ۱۹۴۰) ورزشکار دو و میدانی اهل افغانستان است. وی در بازی‌های المپیک تابستانی ۱۹۶۰ در رشته‌های دو ۱۱۰ متر با مانع و پرتاب نیزه به نمایندگی از افغانستان شرکت کرد اما نتوانست در هر دو رشته نشانی را از آن خود کند.